# قتل ریحانه عامری
ریحانه عامری (زادهٔ ۱۳۷۷ – درگذشته ۲۶ خرداد ۱۳۹۹) دختر ۲۲ ساله کرمانی بود که پدرش او را با «میله» و به گفته برخی رسانه‌ها با «تبر» به قتل رساند. معاون اجتماعی نیروی انتظامی استان کرمان گفته که پدر میله آهنی را «در عصبانیت پرتاب کرده و میله به سر دختر برخورد کرده» و باعث مرگ او شده‌است. به گفته خبرگزاری رکنا پدر ریحانه «با افتخار» به قتل دخترش اعتراف کرده، اما به گفته نیروی انتظامی استان کرمان پدر ریحانه «از نتیجه عصبانیتش، پشیمان» است. به گفته خبرگزاری رکنا او در یک «کافی شاپ در مرکز کرمان» کار می‌کرده‌است.
پدر ریحانه قصد داشته او را در سال ۱۳۹۶ به قتل برساند؛ اما او به‌وسیله خواهرش نجات یافت. بسیاری از کاربران این قتل را نمونه یک قتل ناموسی دانسته‌اند و مرگ او را با قتل رومینا اشرفی مقایسه کرده‌اند. این دومین قتل ناموسی پس از رومینا اشرفی است که به صورت گسترده رسانه‌ای شده‌است.

## شرح ماجرا
خبرگزاری رکنا به عنوان نخستین رسانه روز سه‌شنبه ۲۷ خرداد ۱۳۹۹ در گزارشی نوشت که وقتی صبح روز دوشنبه ۲۶ خرداد، خواهر ریحانه عامری برای دیدار از وی و پدر و مادرش به منزل آنها مراجعه می‌کند، متوجه می‌شود که منزل به هم ریخته، اما کسی در خانه حضور ندارد. پس از بازگشت مادر ریحانه این دو به اتاق او رفته و با لباس‌های خیس از خون وی مواجه می‌شوند و پلیس رد خون را تا کنار خودروی پدر ریحانه پیدا می‌کند. ردیابی تلفن همراه پدر ریحانه مشخص می‌کند که وی به روستای اختیارآباد کرمان رفته بود و اندکی بعد اعتراف می‌کند که دخترش را با تبر به قتل رسانده و در این روستا رها کرده‌است. رکنا نوشته بود که پدر ریحانه ساعت ۱۱ شب به قتل دخترش اعتراف می‌کند و به گفته پزشکی قانونی ریحانه تا دو ساعت پیش از آن یعنی تا ساعت ۹ شب زنده بوده و به خاطر خونریزی زیاد، جان باخته‌است. در همان زمان علت «عصبانیت» پدر نیز بازگشت ریحانه در ساعت ۱۱:۳۰ شب قبل از قتل به خانه و انتشار چند عکس در اینستاگرام گزارش شد.

### توضیح نیروی انتظامی کرمان
معاون اجتماعی فرماندهی انتظامی استان کرمان گفت که «شب ۲۶ خرداد ۱۳۹۹، اختلاف خانوادگی پدر و دختر و عصبانیت پدر موجب قتل دختر جوان شد.». او در ادامه گفت که «خبر کشتن این دختر با تبر در کرمان صحت ندارد» و «در این حادثه، میله آهنی که توسط پدر و در عصبانیت پرتاب می‌شود با سر دختر برخورد کرده و موجب مرگ وی می‌شود.». معاون نیروی انتظامی استان کرمان کشته شدن ریحانه عامری را به «عصبانیت» پدرش مربوط دانست و گفت که «عصبانیت پدر، عامل قتل دختر بیست و دو ساله کرمانی شده‌است» و «پدر پشیمان از نتیجه عصبانیتش هم‌اکنون در بازداشت پلیس است.».

## از دیدگاه حقوقی و قضایی

### ماده ٣٠١ قانون مجازات اسلامی
مطابق با ماده ٣٠١ قانون مجازات اسلامی، پدر در جایگاه ولی دم در قتل فرزند قصاص نمی‌شود بلکه قصاص تبدیل به دیه و تعزیر می‌شود.

### لایحهٔ تأمینِ امنیتِ زنان در برابرِ خشونت
لایحهٔ تأمین امنیت زنان در ایران هفت سال در انتظار گرفتن تأیید از قوه قضاییه مانده‌است و هر بار به علل متفاوت از نوبت رسیدگی خارج می‌شود. این لایحه در صورتِ تصویب، جانِ زنان و دخترانِ آسیب دیده را تا حدودی محافظت خواهد کرد.
با تکیه بر لایحهٔ تأمینِ امنیتِ زنان و در شرایطی که خطر جانی برای زن یا دختر وجود داشته باشد:
پلیس موظّف خواهد شد با ایجادِ واحدهای ویژهٔ پیشگیری و مبارزه با خشونت در کلانتری‌ها، از استردادِ وی به خانواده جلوگیری کرده و در عوض، شرایطِ پناهِ وی را در سازمانِ بهزیستی فراهم کند.
همچنین سازمان بهزیستی کشور موظف خواهد شد در راستایِ تحققِ اهدافِ این قانون، با شناسایی، پذیرش و نگهداری و ارائهٔ خدماتِ تخصصی به زنانِ خشونت دیده یا در معرضِ خشونت -و در صورت لزوم فرزندانِ ایشان- شرایطِ مطلوب را فراهم نماید.